# 強盜的女兒 (電影)
《強盜的女兒》（瑞典語：Ronja Rövardotter）是由瑞典導演泰治·丹尼爾森改編自女作家阿思緹·林格倫在兒童文學小說《強盜的女兒》改編的同名電影。
作品於1984年年尾在瑞典上映，劇中主角則由當時的女童星漢娜·澤特柏格（Hanna Zetterberg）飾演。

## 反應

### 票房
該部影片當年在瑞典造成不小迴響，有著近150萬民眾進場成績。

### 獲獎
《強盜的女兒》於1985年第35屆柏林國際影展上獲得銀熊獎，並有列為金熊獎的提名。

## 外部連結
- 《強盜的女兒》電影介紹 （页面存档备份，存于）（瑞典文）